# Froge.tour
Froge.tour es una gira de nueve fechas de Piri & Tommy. La gira comenzó el 2 de noviembre de 2022 en Belgrave Music Hall y finalizó el 16 de noviembre de 2022 en The Warehouse Project. Lanzado para promocionar su mixtape Froge.mp3, la gira se realizó con una recepción crítica mixta.

## Trasfondo
Piri conoció a Tommy Villiers en 2020; en ese momento, Piri estaba en una fase de dibujar ranas y sapos, y comenzaron a llamarse el uno al otro 'froge' como apodo. Lanzó un sencillo en solitario producido por Villiers en 2021, «Soft Spot», que se volvió viral en TikTok y Spotify, lo que llevó a EMI a fichar a la pareja y relanzar «Soft Spot» bajo el nombre «Piri & Tommy Villiers» y lanzar «Beachin» y «Words» como Piri & Tommy. Polydor Records más tarde los firmó y lanzó «On & On». El 21 de septiembre de 2022, se anunció que lanzarían su álbum debut Froge.mp3, que promocionaron con una gira de nueve fechas.

## Repertorio, personal de gira y equipo

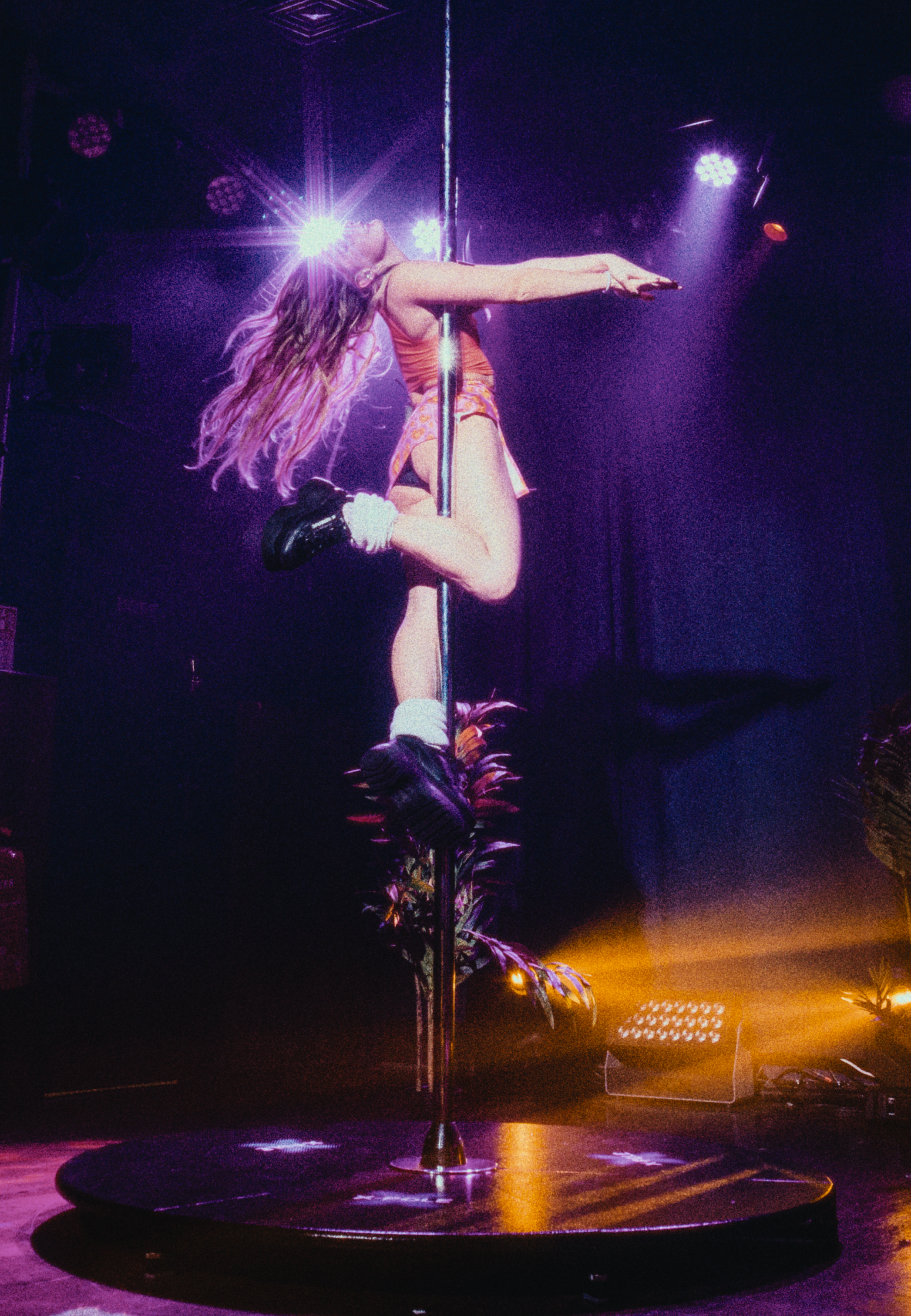
Piri haciendo baile en barra en Scala.

La reseña de Gigwise de su actuación en Scala señaló que «[Piri y Tommy] están vestidos exactamente como esperarías que se vistiera una pareja de ravers de la generación Z: Piri salió con una camiseta sin mangas naranja, una falda rosa corta y zapatillas deportivas negras gruesas[, …] Tommy viste una camisa blanca, pantalones cargo blancos y apropiadamente lentes de sol color verde rana», y que «el escenario de Scala [estaba] repleto de plantas en macetas, una pequeña alfombra persa, […] hongos gigantes[, …] y una barra de stripper para Piri»; Piri había aprendido a bailar en barra mientras estudiaba química en la Universidad de Lancaster. Sus actuaciones también contenían pelotas de playa y ranas verdes, las últimas de las cuales fueron robadas después de su actuación en Leeds. Además, su concierto en Scala contó con la presencia de Parthenope como invitada.
Su actuación en Komedia duró 52 minutos; la reseña de The Guardian de dicho concierto señaló que «[a] la parte delantera del escenario, la multitud era perfecta y lo suficientemente vociferante como para ocasionalmente ahogar al dúo». La gira fue dirigida por el director musical Charlie Deakin Davies. En el escenario, Piri usó un procesador de efectos vocales TC Helicon, Tommy usó dos guitarras, y la gira contó con un baterista en vivo, Bou.

## Lista de conjuntos

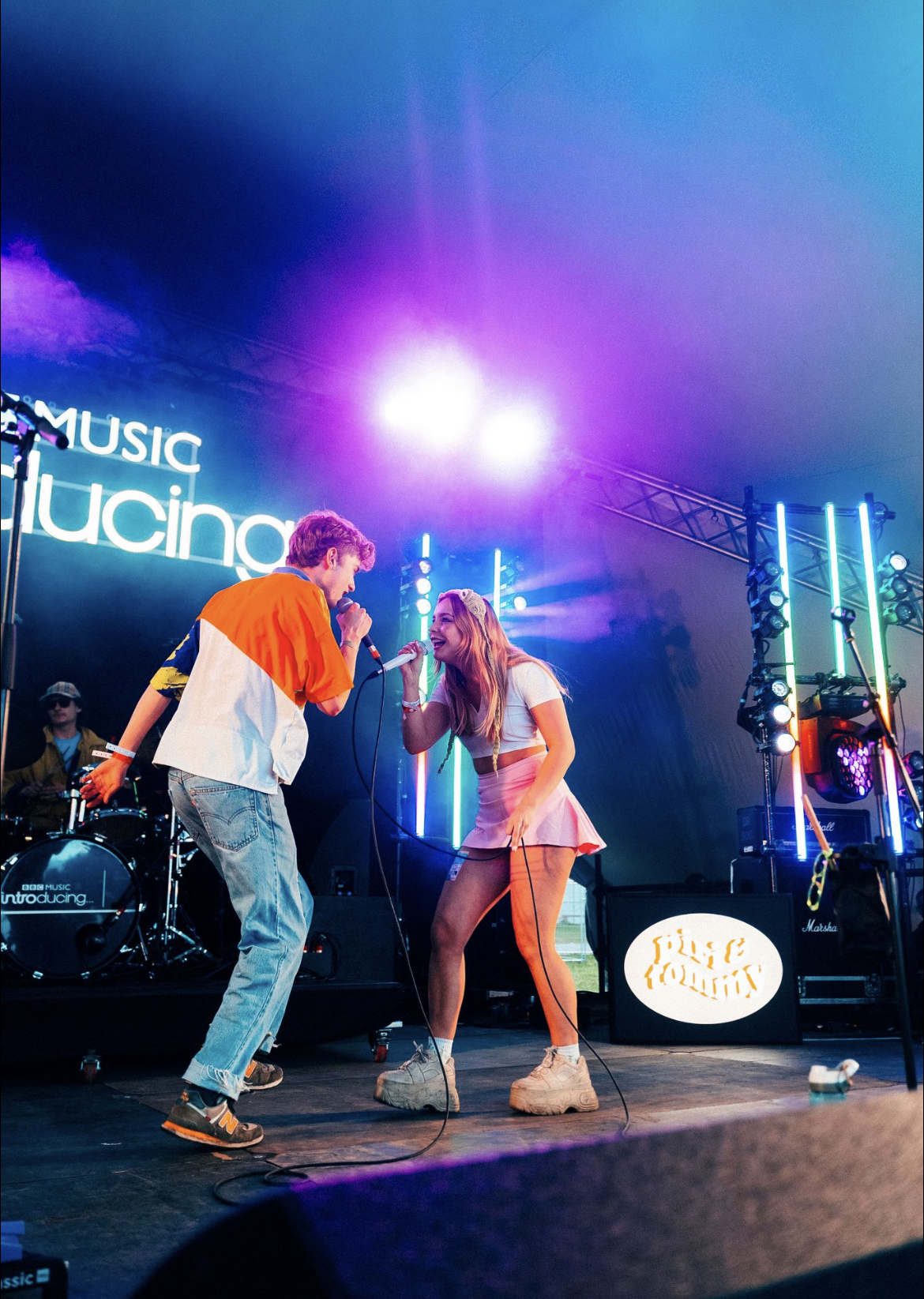
Piri & Tommy actuando en BBC Radio 1's Big Weekend.

Los conjuntos incluyeron «Soft Spot», «Beachin», «Words», «On & On», las pistas del álbum «Slowly But Surely», «Silver Lining», «Settle», y «Say It», versiones de versiones de «Everybody Dance» de Chic y «Gypsy Woman» de Crystal Waters, futuros sencillos «Updown» y «Nice 2 Me», y «See Saw».

## Recepción de la crítica
Las críticas sobre la gira fueron mixtas. Al revisar el concierto de Scala, Gigwise describió la configuración como «evocadora de la acogedora sala de estar de tu pareja», y que «el baile en barra de Piri [ … ] es bastante decente y provoca una ovación salvaje de la multitud: es una buena alternativa de una coreo de baile típica»; sin embargo, encontraron la configuración «casi un poco demasiado en la nariz; estéticamente, es todo lo que sucede en TikTok con un toque picante para diferenciarlos». LeftLion, por otro lado, señaló que su Bodega «contenía simultáneamente una sensación de espontaneidad relajada y lúdica mientras que al mismo tiempo mantenía una sensación de pulido y cohesión que no esperaría que dos tan temprano en sus carreras hayan roto». The Guardian describió su concierto de Komedia como «diversión casera y atractivamente descentrada», pero señaló que «hay momentos en los que todo puede parecer demasiado delicioso por su propio bien»; también describió la versión de la pareja de «Gypsy Woman» como «esponjosa», pero señaló que «se perdió un fragmento distintivo de dureza en el cambio de la voz dura de Waters al suave arrullo de [Piri]». Brighton y Hove News felicitaron su versión de «Everybody Dance» y señalaron que «[fue] realmente asombroso escuchar a la multitud joven cantando una melodía que sus madres habrían bailado hace décadas».

## Fechas de la gira
| Fecha                   | Ciudad     | País         | Evento                |
| ----------------------- | ---------- | ------------ | --------------------- |
| 2 de noviembre de 2022  | Leeds      | Reino Unido  | Belgrave Music Hall   |
| 3 de noviembre de 2022  | Nottingham | Reino Unido  | Bodega Social Club    |
| 4 de noviembre de 2022  | Brighton   | Reino Unido  | Komedia               |
| 5 de noviembre de 2022  | Bristol    | Reino Unido  | The Thekla            |
| 8 de noviembre de 2022  | Londres    | Reino Unido  | Scala                 |
| 15 de noviembre de 2022 | Berlín     | Alemania     | PrivatClub            |
| 16 de noviembre de 2022 | Ámsterdam  | Países Bajos | Paradiso              |
| 18 de noviembre de 2022 | París      | Francia      | Pitchfork Festival    |
| 19 de noviembre de 2022 | Mánchester | Reino Unido  | The Warehouse Project |